# TSV Bayer 04 Leverkusen
Der TSV Bayer 04 Leverkusen ist der größte Sportverein in Leverkusen. Er wurde ursprünglich am 1. Juli 1904 unter dem Namen Turn- und Spielverein der Farbenfabriken vormals Friedrich Bayer & Co. als Betriebssportverein gegründet. In seiner heutigen Struktur entstand er durch die 1984 vollzogene Wiedervereinigung der in den 1920er Jahren getrennten Vereinsteile Sportvereinigung Bayer 04 Leverkusen und Turn- und Spielverein 04 Bayer Leverkusen.
In insgesamt elf Abteilungen und zwei Bereichen deckt der Verein ein breites sportliches Spektrum vom Jugend- und Breitensport bis zum Spitzensport ab. Die Abteilungen sind Basketball, Behindertensport, Boxen, Faustball, Fechten, Handball, Judo, Leichtathletik, Turnen und Volleyball. Außerdem wird Freizeit- und Breitensport sowie Kinder- und Jugendsport angeboten. Die professionelle Fußballabteilung wurde 1999 in eine eigenständige Gesellschaft ausgegliedert, die Bayer 04 Leverkusen Fußball GmbH, an der der Verein keine Anteile mehr besitzt; einzig der Vorsitzende des TSV, Klaus Beck, sitzt im von der Bayer AG berufenen Gesellschafterausschuss.

## Geschichte

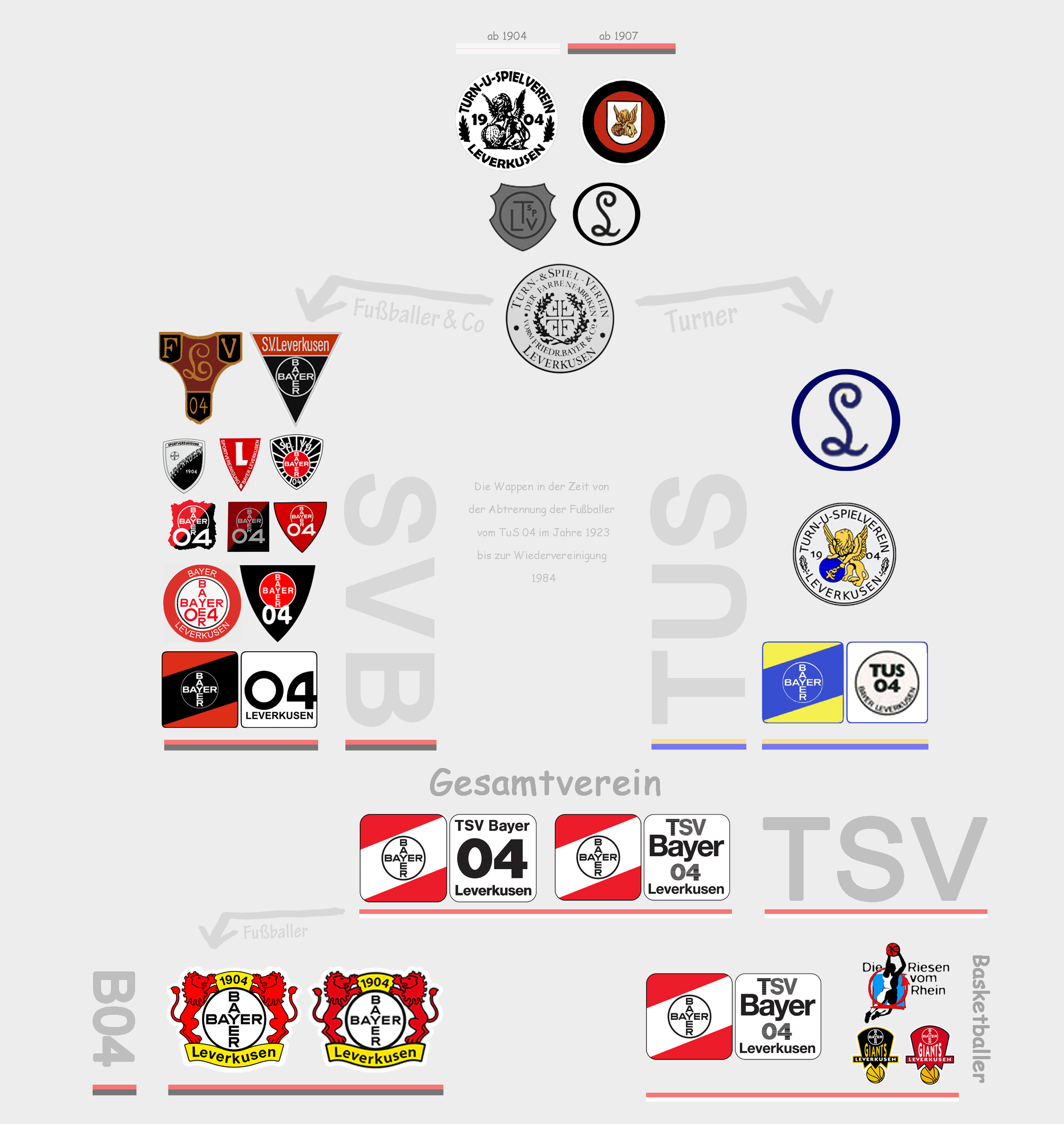
Wappenhistorie

Im Februar 1903 schrieb Wilhelm Hauschild einen von 170 Arbeitern des Bayer-Konzerns unterzeichneten Brief an die Firmenleitung mit der Bitte, einen konzerneigenen Sportverein zu gründen. Nachdem das Unternehmen eingewilligt hatte, kam es am 1. Juli 1904 zur Gründung des Turn- und Spielverein 1904 der Farbenfabrik vormals Friedrich Bayer Co. Leverkusen (kurz TUS 04). Erster Vorsitzender des Vereins wurde Major a. D. Albert Mandel, der seit 1903 Wohlfahrtsdirektor im Bayerwerk war.
In den 1920er Jahren forderte die Deutsche Turnerschaft (DT) ihre Mitglieder dazu auf, sich zwischen der Mitgliedschaft in der DT oder der in einem anderen Sportbund zu entscheiden („reinliche Scheidung von Turnern und Sportlern“). Dies sorgte dafür, dass u. a. die Fußballer, die weiter im DFB organisiert sein wollten, den TUS verließen und mit dem FV 04 Leverkusen einen eigenständigen Verein gründeten. 1928 schloss sich der FV 04 mit dem bereits 1921 aus dem TUS herausgelösten Box- und Sportverein Wiesdorf zur Sportvereinigung Leverkusen 04 zusammen, die später als SV Bayer 04 Leverkusen bekannt wurde.
Während das Turnen und später z. B. der Basketball beim TUS 04 beheimatet waren und Sportarten wie Fußball sowie Boxen ihre Heimat beim SVB fanden, wurden andere Sportarten in den folgenden Jahrzehnten in beiden Vereinen praktiziert. So kam es u. a. dazu, dass in den 50er Jahren die TUS-Handballer in die erste Liga aufstiegen und dort als Kontrahenten auf den amtierenden Deutschen Meister SV Bayer 04 trafen. Besonders in der Leichtathletik stellten beide Vereine über Jahre deutsche Spitzensportler.
Im Jahr 1984 kam es durch die Entscheidung einer Mitgliederversammlung zur Wiedervereinigung der beiden Schwestervereine, die bis dahin jeweils mehr als hundert nationale und internationale Titel in unterschiedlichsten Sportarten erringen konnten. Fortan nannte sich der Verein TSV Bayer 04 Leverkusen.
Bis in die 1950er Jahre hatten sich in Leverkusen noch weitere Bayer-Sportvereine gebildet, in denen Sportarten praktiziert wurden, die in den beiden großen Werksvereinen nicht beheimatet waren. Diese Vereine blieben weiterhin eigenständig. Bekanntestes Beispiel ist der RTHC Bayer Leverkusen (Ruder-Tennis-Hockeyclub).
Während der Zeit der Weimarer Republik unterstützte die Bayer AG auch den Turn- und Stemmclub Germania Wiesdorf von 1901. Sportwissenschaftler Andreas Luh bezeichnet den Verein als einmaliges Beispiel eines im sozialistisch geprägten Arbeiter-Turn- und Sportbund (ATSB) organisierten Werksvereins. Die politische Zerschlagung des ATSB infolge der Machtübernahme der Nationalsozialisten leitete jedoch das Ende des Arbeiter-Turnvereins Wiesdorf ein. 1937 schlossen sich die Ringer und Stemmer des Vereins daher dem TuS 04 an. Die Abteilung ging später in der Judo-Abteilung auf, welche ihre Wurzeln somit im sozialistisch geprägten Arbeiter-Turnverein hatte.

## Sportarten

### Basketball

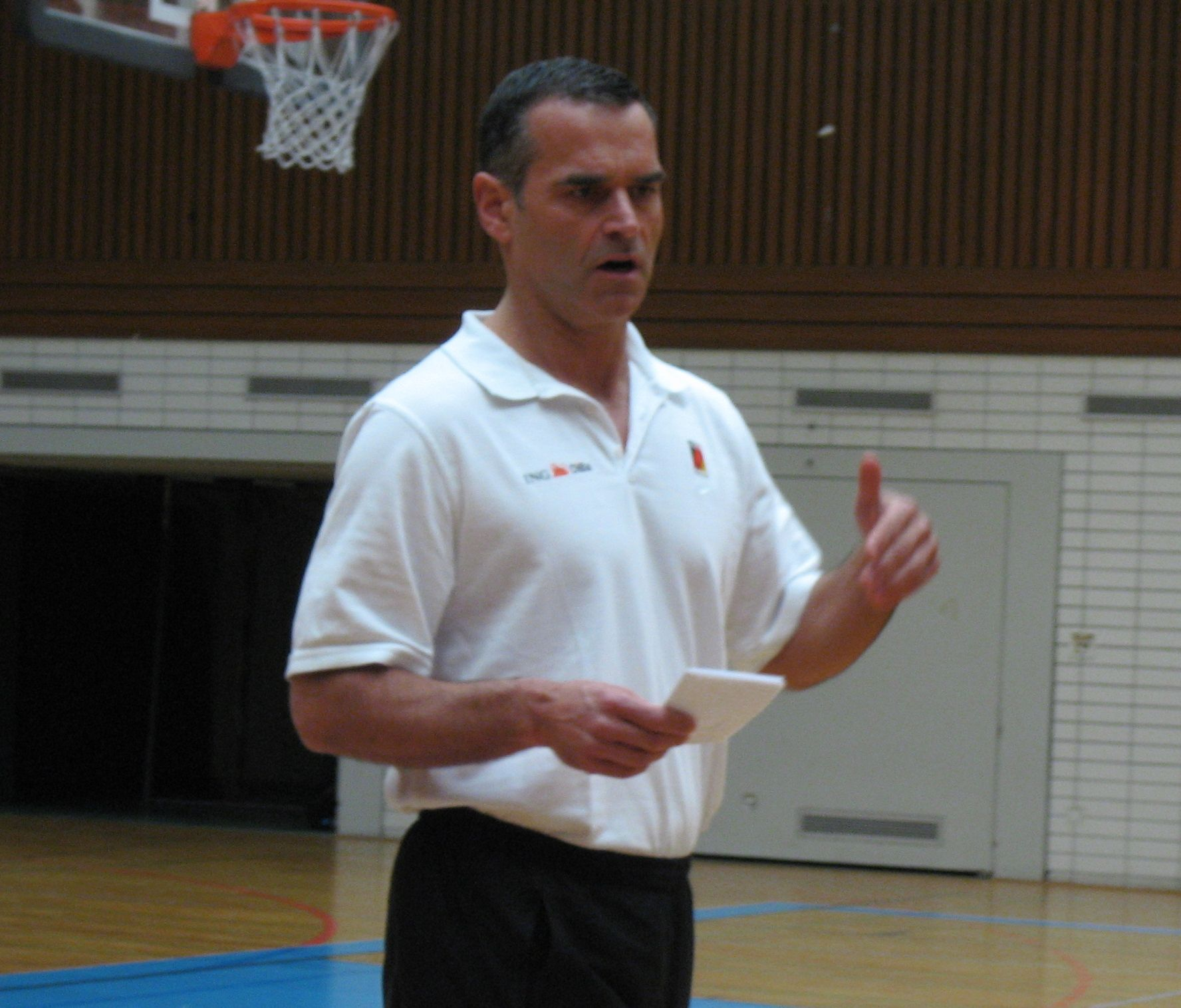
Dirk Bauermann gewann als Trainer Bayer 04 Leverkusens sieben deutsche Meistertitel.

Die Basketballmannschaften von Bayer 04 Leverkusen nennen sich Bayer Giants Leverkusen. Die erste Herrenmannschaft spielt aktuell (2024/25) in der 2. Bundesliga ProB (dritthöchste deutsche Spielklasse). Insgesamt stellt der Verein 18 Teams, von der ersten Herrenmannschaft bis zum U-10-Team der unter Zehnjährigen. Die erste Mannschaft erreichte 1968 den Aufstieg in die Bundesliga und gewann schon zwei Jahre später den ersten Meistertitel. Der Verein gilt im deutschen Basketball als sehr erfolgreich, was 14 nationale Meistertitel (Rekord) und zehn Pokalsiege belegen. Zurückzuführen ist dies auf eine intensive Jugendarbeit, in der seit über dreißig Jahren junge Basketballspieler gefördert werden. Die Jugendteams konnten bislang 18 deutsche Meistertitel erringen. 2006 nahm eine Mannschaft der Bayer Giants Leverkusen an der neugegründeten Nachwuchs-Basketball-Bundesliga (NBBL) teil, 2013 wurden die Bayer Giants in der Jugend-Basketball-Bundesliga (JBBL) erstmalig Deutscher Meister.
Nach der Neuausrichtung der Bayer AG im Sponsoring des Sportbereichs mussten die Giants nach der Saison 2007/08 in die 1. Regionalliga West zwangsabsteigen, da sich kein externer Sponsor fand, welcher die Etatkosten der Abteilung in der Bundesliga tragen wollte bzw. konnte. Bereits im Frühjahr 2009 stiegen die Leverkusener als Meister der Regionalliga wieder in die ProB auf. Nach vier Jahren in der dritthöchsten deutschen Spielklasse gelang den Bayer-Basketballern mit einem ProB-Finalsieg über die EN Baskets Schwelm unter Coach Achim Kuczmann der Titelgewinn und der damit verbundene Aufstieg in die ProA. Nach der Spielzeit 2015/16 stieg man in die ProB ab, 2018/19 gelang der Wiederaufstieg unter Trainer Hansi Gnad in die ProA, ohne auch nur ein Heimspiel in der Saison zu verlieren. Mit dem Einzug ins Finale um den Meisterschaftsgewinn in der ProA 2021/22 hatten sich die Giants die sportliche Qualifikation für die Basketball-Bundesliga 2021/22 erspielt. Allerdings konnten die Leverkusener die Lizenz aus finanziellen Gründen nicht wahrnehmen. Am Ende wurden die Rheinländer Vizemeister der 2. Liga. Nach der Saison 2022/23 stiegen die Leverkusener Korbjäger überraschend in die ProB ab.

### Behindertensport
Der Behindertensport-Abteilung gehören etwa 330 Mitglieder an, womit sie zu den mitgliederstärksten Deutschlands zählt. Sie wurde 1950 gegründet und war nach dem Zweiten Weltkrieg als Abteilung der Versehrten gedacht. Es werden zahlreiche Sportarten angeboten, wobei Leichtathletik, Sitzvolleyball und Schwimmen die größten ausmachen. Leverkusener Sportler konnten auch bei internationalen Wettkämpfen, wie Welt- und Europameisterschaften, sowie Paralympics schon Medaillen gewinnen. Neben dem Leistungssport wird bei Bayer 04 Leverkusen jedoch auch Rehabilitations- und Breitensport im Behindertenbereich angeboten.
Im Behindertensport wird im Bereich Leichtathletik in fünf Kategorien unterteilt. Von den Amputierten/Les Autres, Spastikern, Rollstuhlfahrern, Blinden und geistig Behinderten liegt der Schwerpunkt in Leverkusen im Bereich der Amputierten. Das Training leiten Karl-Heinz Düe und die ehemalige Speerwerferin Steffi Nerius. In der Nachwuchsarbeit steht ihnen noch Helena Hermens als Trainerinnen zur Seite.
Sitzvolleyball wird in Leverkusen seit 40 Jahren gespielt. Die Mannschaft gilt als eine der stärksten in Deutschland und wird von Trainer Martin Blechschmidt betreut. Bislang konnte sie 16 deutsche Meistertitel und dreimal den Europapokal der Landesmeister gewinnen.
Die Nachwuchsabteilung im Bereich Behindertensport wurde im Jahr 2002 und 2009 mit dem Grünen Band der Commerzbank für ihre gute Arbeit ausgezeichnet. Der Verein veranstaltet regelmäßig Schnupperkurse in den Sportarten Leichtathletik, Schwimmen und Sitzvolleyball.
Insgesamt konnten Leverkusener Sportler bei Paralympics bisher 20 Gold-, zwölf Silber- und 18 Bronzemedaillen gewinnen. Erfolgreichste Athletin ist hierbei Britta Siegers, die zwischen 1984 und 1992 acht Gold-, vier Silbermedaillen gewann.

### Boxen
Die Boxer Bayer 04 Leverkusens gehörten lange Zeit zu den erfolgreichsten Deutschlands. So waren sie seit Gründung der Bundesliga 1971 dort fast durchgehend vertreten. In den Jahren 1978, 1980, 1981, 1983, 1984, 1986, 2001 und 2002 konnte die Boxstaffel die deutsche Meisterschaft gewinnen. 2005 erfolgte der Rückzug aus der Bundesliga, 2010 aus der Oberliga.
Bei Olympischen Spielen gelang es Reinhard Skriczek 1976 in Montreal Bronze, Orhan Delibaş 1992 in Barcelona Silber, Jan Quast und Arnold Vanderlyde ebenfalls 1992 Bronze zu gewinnen.
Zu den bekanntesten Boxern in den Reihen Bayer 04 Leverkusens gehören René Weller, der in den 1970ern zahlreiche deutsche Einzeltitel errang, sowie Dariusz Michalczewski, 1991 Europameister im Halbschwergewicht. Felix Sturm zählt aktuell ebenfalls zu den bekannten Boxern des Vereins.

### Faustball
Die Faustball-Abteilung existiert seit der Gründung des Vereins 1904. Nach der Spaltung des Vereins in den TuS 04 und den SV Bayer Leverkusen wurde in beiden Vereinen weiterhin Faustball gespielt. Die Deutsche Turnerschaft veranstaltete seit 1913 deutsche Meisterschaften im Faustball. Nachdem sich die Turner vom restlichen Verein getrennt hatten, war dies die einzige Sportart, die die SV Bayer Leverkusen unter dem Dach der Turner ausrichtete.
Im TuS 04 hatte es vor dem Krieg einige lokale Erfolge im Gau Niederberg gegeben, doch erst nach dem Krieg und der Wiedergründung konnte man überregional auf sich aufmerksam machen. 1972 wurde die männliche Jugendmannschaft deutscher Vizemeister. Viele dieser Spieler bildeten später das Gerüst der ersten Männermannschaft, so dass diese sich 1978 auf Anhieb für die neu gegründete Europaliga qualifizieren konnte. Die Damenmannschaft spielte seit 1977 erstklassig, die Herrenmannschaft seit 1978. 1981 wurden beide Mannschaften deutscher Vizemeister, wobei die Herren vor Saisonbeginn als Abstiegskandidat gehandelt wurden. Nach dem Sieg der deutschen Meisterschaft der Damen im Feldfaustball wanderten zahlreiche Leistungsträgerinnen ab, woraufhin die Damenmannschaft nach dem Rückzug aus der Bundesliga und mangels leistungsfähiger Nachwuchsspielerinnen aufgelöst werden musste. 1983 gewannen die Herren des TuS 04 gegen den Schweizer Vertreter Satus Altstetten den Europacup. Bedeutende Spieler dieser Ära waren Spielertrainer Udo Cymera, Udo Mehle, Bernd Michel, Ingo Krewitt, Uwe Schneider und Karlheinz Schulze.
Ab 1928 setzte beim SV Bayer Leverkusen ein Leistungsschub ein, der sechs Gaumeistertitel und den westdeutschen Vizemeistertitel 1928 nach sich zog. Nach dem Krieg spielten die Faustballer des SV Bayer Leverkusen in niederen Klassen und konnten mit dem TuS 04 nicht mithalten. 1974 stiegen sie in die Verbandsliga auf, die damals die höchste Spielklasse auf Landesebene war, in der sie gemeinsam mit dem TuS 04 spielten.
Am 1. Juli 1984 fusionierten die SV Bayer Leverkusen und der TuS 04 wieder und bildeten fortan den TSV Bayer 04 Leverkusen. Die Faustballer spielten eine führende Rolle in der Faustball-Bundesliga, wurden 1985 Zweite im RTB-Pokal und holten 1985 und 1986 abermals den Europacup. Auch eine Damenmannschaft wurde wieder gegründet, die 1985 in die Verbandsliga aufstieg, allerdings Ende der 1980er wieder aufgelöst wurde. Auch die erfolgreiche Zeit der Herrenmannschaft ging zu Ende. 1987 wurden sie Zweiter im Europacup, danach stiegen sie ab. Mittlerweile spielen die Leverkusener Faustballherren wieder in der ersten Liga, konnten aber nie mehr an die Erfolge der Vergangenheit anknüpfen.

### Fechten
Die Leverkusener Fecht-Abteilung wurde 1907 gegründet und besteht heute aus etwa 300 Mitgliedern. In den Bereich Fechten fallen auch die Bereiche Moderner Fünfkampf, Friesen-Fünfkampf und Triathlon. Der Verein stellt eine Damen- und eine Herren-Degenmannschaft. Der Damenmannschaft gehörten die deutschen Nationalfechterinnen Britta Heidemann und Marijana Marković sowie die österreichische Nationalfechterin Andrea Rentmeister an. Das Herren-Degenteam gewann mit  Jens Pfeiffer, Christoph Kneip, Alexander Nemeth und Sascha Ludwikowski 2005 die deutsche Mannschaftsmeisterschaft. Jedes Jahr wird der Bayer-Fecht-Cup ausgetragen.

### Freizeit- und Breitensport
Die Freizeit- und Breitensportabteilung ist mit 4000 Mitgliedern die größte innerhalb des Vereins. Freizeitsportler nehmen an verschiedenen sportlichen Aktivitäten wie Aerobic, Aqua-Gymnastik, Nordic Walking, Konditionstraining, Jazz Tanz, Yoga oder Tischtennis teil. Es gibt auch spezielle Angebote für Senioren und Krebsnachsorgepatienten.

### Handball
Mitte der 1920er Jahre fand der Handballsport in der Sportvereinigung Leverkusen 04 seinen Anfang und im Sommer 1930 trugen die Damen- und Jugendmannschaften die ersten Spiele aus. Die Frauen gewannen bislang zwölf deutsche Meisterschaften, neunmal den DHB-Pokal und einmal den europäischen Titel EHF Challenge Cup.
Die Herren des SV Bayer 04 gewannen 1956 die deutsche Meisterschaft im Feldhandball. Im selben Jahr stiegen auch die Herren des TUS 04 in die höchste deutsche Spielklasse auf. Bis 1964 wurde der SV Bayer insgesamt achtmal Westmeister im Feld- und Hallenhandball und stand noch zweimal im Finale um die deutsche Meisterschaft. Nach der Einführung der Hallenhandball-Bundesliga 1966 war Bayer 04 nur noch in der Saison 1978/79 sowie in den Spielzeiten 1980/81 und 1981/82 erstklassig. Nach dem erneuten Abstieg 1982 spielte die Mannschaft zwölf Jahre lang in der 2. Bundesliga, bis 1994 aus finanziellen Gründen der Rückzug erfolgte.

### Judo
Die Judo-Abteilung wurde 1960 ins Leben gerufen, wofür damalige Mitglieder der Ringerabteilung verantwortlich waren. Der Verein verfügt über eine Herrenmannschaft in der 2. Bundesliga Nord-West sowie eine Damenmannschaft in der Oberliga (Stand 2023/24). Die Judoabteilung zählt zu den größten des Vereins.

### Kinder- und Jugendsport
Der Kinder- und Jugendsportabteilung gehören 2600 Mitglieder an. Ihr Ziel ist es, Kinder und Jugendliche langhaltig für den Breitensport zu motivieren und gegebenenfalls auch in den leistungsorientierten Bereich zu integrieren. Die organisatorische Umsetzung erfolgt in der Einteilung der Kinder und Jugendlichen nach Altersstufen. Bereits Ein- bis Dreijährige können an sportlichen Aktivitäten teilnehmen, wobei hier vorerst die motorische und kognitive Entwicklung angeregt werden soll. Die Vier- bis Siebenjährigen müssen schwerpunktmäßig Bewegungsaufgaben lösen. Die hohe motorische Lernfähigkeit der Acht- bis Zwölfjährigen soll sich zunutze gemacht werden, weshalb man sie in dieser Jahrgangsstufe in verschiedene Sportarten einführt. Der Verein verfügt hierzu über 14 vereinseigene Hallen, sechs Diplomsportlehrer und 15 lizenzierte Übungsleiter.
Teil des Konzepts ist auch die im Jahr 2000 am Landrat-Lucas-Gymnasium eingeführte Sportklasse, die von den verantwortlichen Ministerien und dem Olympiastützpunkt Köln-Bonn-Leverkusen unterstützt wird. Zudem gibt es seit 1995 das Konzept Teilinternat Leverkusen, das die schulische Entwicklung der jugendlichen Athleten gewährleisten soll.

### Leichtathletik

Logo der Leichtathletik-Abteilung

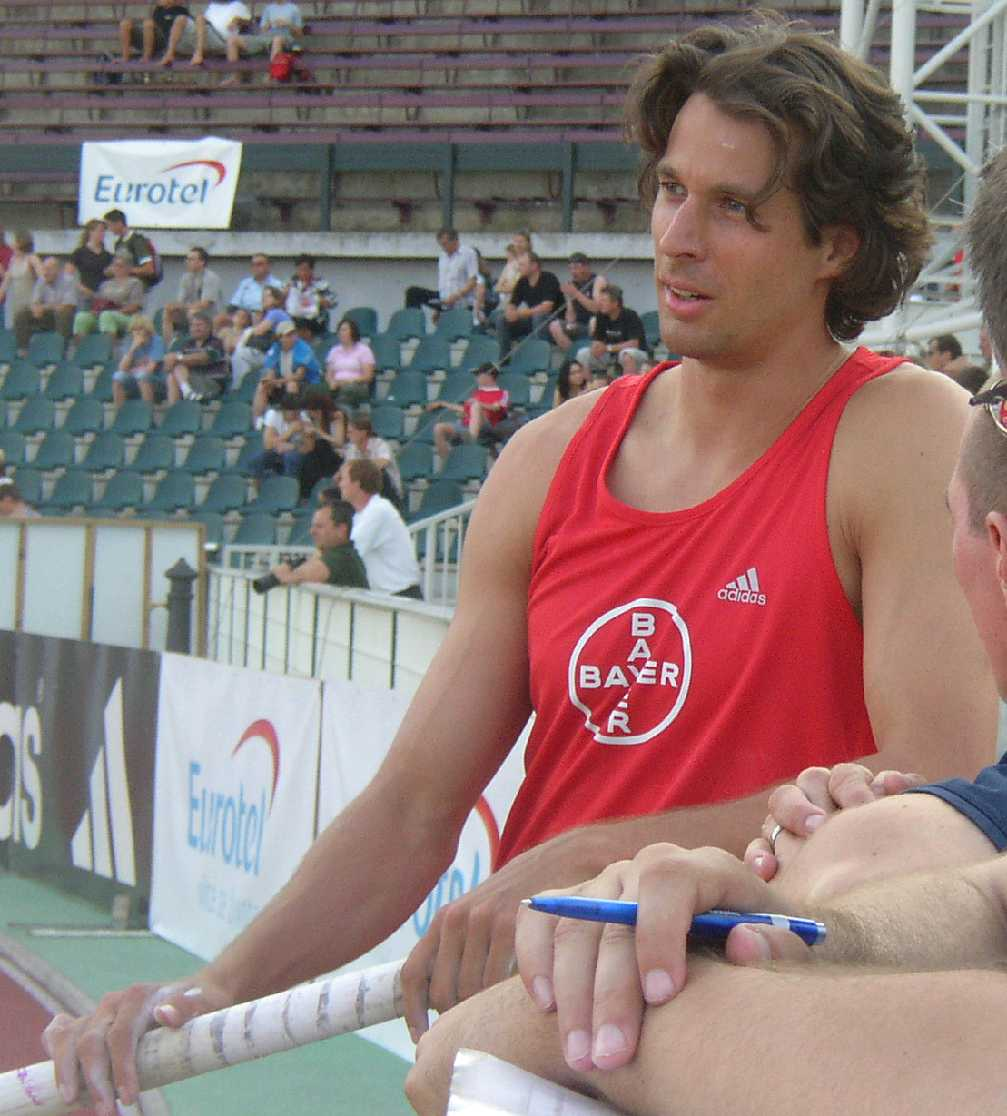
Danny Ecker, Deutscher Meister 2004 und 2007 im Stabhochsprung

Die Leichtathletik-Abteilung des TSV Bayer 04 Leverkusen gilt als Aushängeschild des Vereins. National wie international haben Leverkusener Sportler auf sich aufmerksam gemacht und eine große Anzahl Titel erringen können.
Erster Olympiasieger des SV Bayer 04 Leverkusen wurde Willi Holdorf, der 1964 in Tokio die Goldmedaille im Zehnkampf gewinnen konnte. Holdorf trainierte genauso bei Bert Sumser, wie später Gerhard Hennige und Claus Schiprowski, die 1968 olympisches Silber gewannen. Allgemein war der SV Bayer 04 Leverkusen der Verein der Leichtathleten, die Leichtathletinnen traten für TuS 04 Leverkusen an. Hier war insbesondere der Trainer Gerd Osenberg verantwortlich für die Erfolge von Liesel Westermann oder Ellen Wessinghage. 1972 in München konnte Heide Rosendahl gleich in zwei Wettbewerben Gold erringen, sowohl im Weitsprung als auch in der 4-mal-400-Meter-Staffel. Seit 2002 ist sie zweite Vorsitzende der Leichtathletikabteilung. Einziger bekannter Leichtathlet bei TuS 04 Leverkusen war der Weitspringer Hans-Jürgen Berger.
Ende der 1970er Jahre schlossen sich die Leichtathletik-Abteilungen der beiden Abteilungen zu einer Leichtathletik-Gemeinschaft zusammen. So wurde Ulrike Meyfarth 1979 für TuS 04 Leverkusen Deutsche Meisterin im Hochsprung, 1980 war sie für die neue LG Bayer Leverkusen erfolgreich. Die Wesselinger Athletin, die bei den Olympischen Spielen 1972 als 16-Jährige überraschend Olympiasiegerin wurde, konnte zwölf Jahre später bei den Spielen in Los Angeles 1984 Gold als Leverkusener Sportlerin gewinnen. Noch heute betreibt sie Öffentlichkeitsarbeit und Talentsichtung im Verein.
Im Jahre 1992 gewannen zwei Athleten Gold in Barcelona: Dieter Baumann über 5000 Meter und Heike Henkel im Hochsprung, beide für die LG Bayer Leverkusen startend. Erst Ende 1996 wurde die Leichtathletik-Gemeinschaft offiziell beendet, die Leistungssportabteilung mit den Cheftrainern Gerd Osenberg und Bernd Knut fungierte nun auch offiziell als TSV Bayer 04 Leverkusen, 1999 gewann Charles Friedek den Weltmeistertitel im Dreisprung.
Außer den olympischen Goldmedaillen konnten Leverkusener Leichtathleten siebenmal Silber und zehnmal Bronze bei Olympischen Spielen gewinnen. Darunter war zum Beispiel bei der Olympiade 1968 in Mexiko-Stadt Kurt Bendlin, Weltrekordler und Sportler des Jahres 1967, der die Bronzemedaille im Zehnkampf gewann. Bei den Olympischen Spielen 2004 in Athen konnte einzig Steffi Nerius eine Silbermedaille im Speerwurf erringen, sie wurde 2009 zum Abschluss ihrer Karriere Weltmeisterin und Sportlerin des Jahres.
Derzeitige Leistungsträger im Kader sind unter anderem Konstanze Klosterhalfen im Mittel- und Langstreckenlauf, Aleixo Platini Menga im Sprint, Mateusz Przybylko im Hochsprung, Silke Spiegelburg im Stabhochsprung, Jennifer Oeser im Siebenkampf und Katharina Molitor im Speerwurf.

### Turnen
Die Turn-Abteilung organisierte sich nach der Spaltung des Vereins 1923 im TuS 04, seit der Fusion von TuS 04 und SV Bayer Leverkusen ist das Turnen Bestandteil des TSV Bayer 04 Leverkusen. 1985 entstand die Sportgymnastikgruppe, in der vor allem die Sportgymnastikdisziplinen Ball, Reifen und Band, sowie Rhönrad trainiert werden.

### Volleyball
1969 wurde die Volleyball-Abteilung gegründet. 1977 wechselte die in der 2. Bundesliga spielende Männermannschaft der SG Monheim nach Leverkusen, woraufhin 1978 der Aufstieg in die höchste Spielklasse glückte. Unter Trainer Peter Szück gelang es der Mannschaft bereits 1979 Deutscher Meister zu werden. Dies konnte sie 1989 und 1990 wiederholen, zudem wurde sie 1988 deutscher Pokalsieger. Im Rahmen des Sportkonzeptes der Bayer AG wurde die 1. Männermannschaft zum SV Bayer Wuppertal transferiert.
Danach intensivierte man die Arbeit in der Frauenabteilung, die durch den Wechsel der zweitklassig spielenden Post SV Köln verstärkt wurde. Nachdem man in der Saison 1990/91 ein kurzes Intermezzo in der Bundesliga hatte, ist man nach dem Wiederaufstieg 1993 dauerhaft erstklassig geblieben. Nachdem sie 1999 erstmals Vizemeister wurde, erreichte die Mannschaft in der Saison 2004 den zweiten Platz in der Meisterschaft, im Pokal und im Europapokal (Top Teams Cup). Zur Saison 2009/10 wurde die Mannschaft aus der Bundesliga zurückgezogen, weil es nicht gelang, den Etat zur Finanzierung der Saison aufzubringen. Aus demselben Grund konnte die Mannschaft das in dieser Saison in der 2. Bundesliga äußerst souverän erspielte Aufstiegsrecht zur Bundesliga nicht wahrnehmen.
Die Volleyball-Abteilung hat etwa 250 Mitglieder. In der Saison 2022/23 spielte die erste Damenmannschaft in der 2. Bundesliga, die Herrenmannschaft in der Landesliga.